# Matija Bravničar

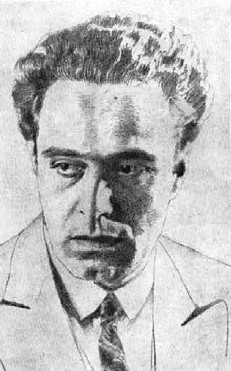
Matija Bravničar, 1930

Matija Bravničar (* 24. Februar 1897 in Tolmin; † 25. November 1977 in Ljubljana) war ein slowenischer Komponist.

## Leben
Geboren im nordwestslowenischen Tolmin, erhielt Matija Bravničar zunächst eine Ausbildung an der Lehrerbildungsanstalt in Gorizia. Er lernte u. a. Geige bei Ivan Karlo Sancin sowie Theoriefächer an der Musikschule „Glasbena matica“. Während des Ersten Weltkriegs wurde er zur österreichisch-ungarischen Armee einberufen, in der er Einsätze an verschiedenen Frontabschnitten hatte und für Bürotätigkeit und Sanitätsdienst herangezogen wurde. 1919–1945 arbeitete er als Geiger im Orchester der Oper Ljubljana, wobei er anfangs noch privat bei den Orchestermitgliedern Richard Zika und Ferdinand Wirsing studierte, dann auch Komposition am Konservatorium von Ljubljana (der nunmehrigen Musikakademie Ljubljana) bei Marij Kogoj und Slavko Osterc. Nach dem Zweiten Weltkrieg wurde er zunächst Lehrer an der Musikschule von Gorizia, 1952–1968 hatte er eine Professur für Komposition an der Laibacher Akademie. Zu seinen Schülern zählten Boris Švara, Primož Lorenz, Marko Munih, Marjan Gabrijelčič, Anton Nanut, Igor Štuhec u. v. m.
1951–1960 war er gemeinsam mit Marijan Lipovšek Redakteur der Zeitschrift Slovenska glasbena revija (Slowenische Musikrevue), 1949–1953 Musiklektor des Slowenischen Staatsverlages sowie 1949–1952 Präsident des von ihm mitgegründeten Slowenischen Komponistenverbandes und 1953–1957 des Jugoslawischen Komponistenverbandes. Bravničar gilt als einer der ersten gewichtigen Sinfoniker Sloweniens. Sein Stil greift Elemente des Expressionismus ebenso auf wie slowenische Volksmusik. 1963 wurde ihm für sein Violinkonzert der Prešeren-Preis verliehen. 1972 wurde er zum Ordentlichen Mitglied der Slowenischen Akademie für Wissenschaften und Künste (Slovenska akademija znanosti in umetnosti) ernannt.
Seit 1932 war Matija Bravničar mit der Balletttänzerin und Choreographin Gizela Bravničar, geborene Pavšič (1908–1990) verheiratet. Ihr Sohn Dejan Bravničar (1937–2018) war ein bekannter Geiger, der Enkel Igor Bravničar (* 1961) ist Maler und Pianist. Zu den postumen Würdigungen zählt die Benennung einer Straße in Ljubljana. Vor Bravničars Geburtshaus in Tolmin wurde 1995 eine von Mirsad Begić gestaltete Bronzebüste errichtet. 2021 wurde an der Musikschule Logatec zum ersten Mal der Internationale Violinwettbewerb Matija Bravničar ausgetragen, der in der Folge alle zwei Jahre stattfinden soll.

## Werke (Auswahl)

### Musiktheater
- Pohujšanje v dolina Šentflorjanski. Opera buffa nach der Komödie „Spuk im Florianital“ von Ivan Cankar, Libretto: Ferdo Delak (1928)
- Stoji, stoji Ljubljan'ca. Satirische Revue, Libretto: Nikolaj Pirnat (1933; verschollen)
- Hlapec Jernej in njegova pravica. Oper nach der Erzählung „Der Knecht Jernej und sein Recht“ von Ivan Cankar, Libretto: Ferdo Delak (1936)

### Chor und Orchester
- Hymnus Slavicus. Festliche Ouvertüre für Chor, Orchester und Orgel (1931)
- Sinfonie Nr. 4 für Chor und Orchester „Simfonija Faronika“ (1973)

### Orchester
- Kralj Matjaž (König Matthias). Sinfonische Ouvertüre (1932)
- Belakrajinaer Rhapsodie (1938)
- Sinfonie Nr. 1 (1947)
- Kurent. Sinfonische Dichtung (1950)
- Sinfonie Nr. 2 in D (1951)
- Tanzmetamorphosen (1954)
- Sinfonie Nr. 3 (1956)
- Sinfonische Tänze (1969)

### Soloinstrument(e) und Orchester
- Divertissement für Klavier und Streichorchester (1933)
- Fantasia rapsodica für Violine und Orchester (1958/1967)
- Konzert für Violine und Orchester (1962)
- Konzert für Horn und Orchester (1963)

### Duos und Kammermusik
- Elegie für Horn und Klavier (1929)
- Bläserquintett Nr. 1 (1930)
- Tango mouvements für Violine und Klavier (1936)
- Suonada in modo antico für Violine und Klavier (1951)
- Dialog für Violoncello und Klavier (1965)
- Bläserquintett Nr. 2 (1968)
- Trio für Flöte, Klarinette und Fagott (1972)

### Lied
- Rdeča roža (1920)
- Osamljena (1921)
- Jesenska elegija (1923)
- Žalostinka (1928)
- Šest Kajuhovih (1946)

### Filmmusik
- Iz davne proslosti (Aus längst vergangener Zeit). Kurzfilm, Regie: Slobodan Radulović (1950)
- Mojster Plecnik (Meister Plecnik). Kurzfilm, Regie: Mirko Grobler (1953)

Weiters Chorsätze und zahlreiche Solostücke für Klavier, Violine u. a. Instrumente.

## CD-Diskographie
- Hymnus Slavicus, Kralj Matjaž, Belakrajinaer Rhapsodie, Sinfonie Nr. 2 – Slowenische Philharmonie, Sinfonieorchester des Slowenischen Rundfunks, Dirigenten: Uroš Lajovic, Milivoj Šurbek, Samo Hubad – auf: Matija Bravničar. Sinfonische Werke (Edicije Društva slovenskih skladateljev ED. DSS 200338)
- Kurent – Sinfonieorchester des Slowenischen Rundfunks, Dirigent: Simon Krečič – auf: Klasika Slovenia. Orchesterwerke Vol. 1 (RTVSLO 113802, 2CD 2015)
- Sonate für Violine solo – Dejan Bravničar (Violine) – auf: Antologija Dejan Bravničar (RTVSLO 115158, CD 2018)
- Konzert für Violine und Orchester, Fantasia rapsodica – Dejan Bravničar (Violine), Sinfonieorchester des Slowenischen Rundfunks, Dirigent: Milan Horvat – auf: Antologija Dejan Bravničar (RTVSLO 115165, CD 2018)
- Suonata in modo antico, Mladi concertant, Fantazija, Elegia nocturna, Tango mouvements, Sonate für Violine solo, – Dejan Bravničar (Violine), Aci Bertoncelj, Lidija Stanković, Mojca Pucelj (Klavier) – auf: Antologija Dejan Bravničar (RTVSLO 115189, CD 2018)